# Lycodonus mirabilis
Lycodonus mirabilis är en fiskart som beskrevs av Goode och Bean, 1883. Lycodonus mirabilis ingår i släktet Lycodonus och familjen tånglakefiskar. Inga underarter finns listade i Catalogue of Life.